# روبر یکم، امپراتور لاتین
روبر یکم، امپراتور لاتین (انگلیسی: Robert I, Latin Emperor; ۱ ژانویهٔ ۱۲۰۱ – 1228)، که با نام روبر کورتنی نیز شناخته می‌شود، امپراتور لاتین قسطنطنیه از سال ۱۲۲۱ تا ۱۲۲۸ و پسر پیتر دوم کورتنی و یولاندا بود.